# Нзила, Жуниор
Кристиа́н Жу́ниор Нзила́ Гома́ (фр. Christian Junior Nzila Goma; род. 17 апреля 2001) — французский футболист конголезского происхождения, полузащитник клуба «Кьяссо».

## Карьера
В 2019 году стал игроком швейцарского «Кьяссо». В августе 2019 отправился в аренду в клуб «Парадизо». Осенью 2020 года снова отправляется в аренду в клуб «Наполи», где играл за команду до 19 лет.
По возвращении в «Кьяссо» июле 2021 года вновь отправляется в аренду в софийский «ЦСКА». В Первой лиге Болгарии дебютировал в матче с клубом «ЦСКА 1948».